# Elsterscharbe
Die Elsterscharbe (Phalacrocorax varius) ist eine Vogelart aus der Gattung Phalacrocorax innerhalb der Familie der Kormorane. Die  Art besiedelt die Küsten  und größere Gewässer im Inland Australiens und Neuseelands. Sie  brütet in Kolonien und ernährt sich vorwiegend von Fischen. Die IUCN führt die Art als „nicht gefährdet (least concern)“.

## Aussehen
Elsterscharben erreichen eine Kopf-Rumpf-Länge von 65 bis 85 Zentimetern und eine Flügelspannweite von maximal 130 Zentimetern. Das Gewicht liegt zwischen 1300 und 2200 Gramm. Die Art weist einen Geschlechtsdimorphismus auf, die Männchen sind größer und schwerer als die Weibchen.
Adulte Vögel zeigen von der Stirn über die Kopfoberseite, den Nacken und den Rücken bis zu den Schwanzfedern eine schwarze Färbung. Die Kopfseiten sind ebenso wie die Kehle, der Hals, Brust und Bauch weiß befiedert. Der Schnabel ist hellgrau bis elfenbeinfarben gefärbt und wird zum Kopf hin etwas dunkler. Der Schnabel weiblicher Elsterscharben ist schmaler und kürzer als der der Männchen. Die Basis des Schnabels ist von nackter Haut umrahmt, die vor allem während der Brutzeit rot gefärbt ist. Vor dem von einem nackten, blauen Hautwulst umgebenen Auge liegt ein Fleck nackter, leuchtend gelber Haut. Die Iris  hat eine  dunkelblaue Farbe.
Jungvögel ähneln bereits stark den adulten Vögeln, die schwarzen Gefiederpartien der adulten Vögel sind jedoch bei Jungvögeln dunkelbraun gefärbt.

## Verwechslungsmöglichkeiten mit anderen Arten
Im Verbreitungsgebiet der Elsterscharbe kommen vier andere Kormoranarten vor, mit der die Elsterscharbe verwechselt werden kann. Dazu gehört die weißkehlige Farbmorphe der Kräuselscharbe, die in Australien und Neuseeland vorkommt, die im Süden Australiens vorkommende Schwarzgesichtscharbe, die in Neuseeland vorkommende Warzenscharbe und die in der Region der Stewart Island beheimatete Stewartscharbe.
Die Kräuselscharbe ist deutlich kleiner als die Elsterscharbe und hat einen auffallend kurzen Schnabel sowie einen längeren Schwanz. Bei der Schwarzgesichtschwarbe ist die unbefiederte Gesichtshaut dunkel, der Oberkopf ist bis über die Augen schwarz gefiedert, dadurch wirkt das Gesicht insgesamt dunkler als bei der Eltsterscharbe. Die Warzenscharbe und die schwarzweiße Farbmorphe der Stewartscharbe haben schwarz gefiederte Köpfe, weiß ist lediglich das Kinn und die Kehle. Sie weisen außerdem ein etwas anderes Verhalten als die Elsternscharbe auf und breiten in Ruhephasen die Flügel nicht zum Trocknen aus.

## Verbreitung und Lebensraum

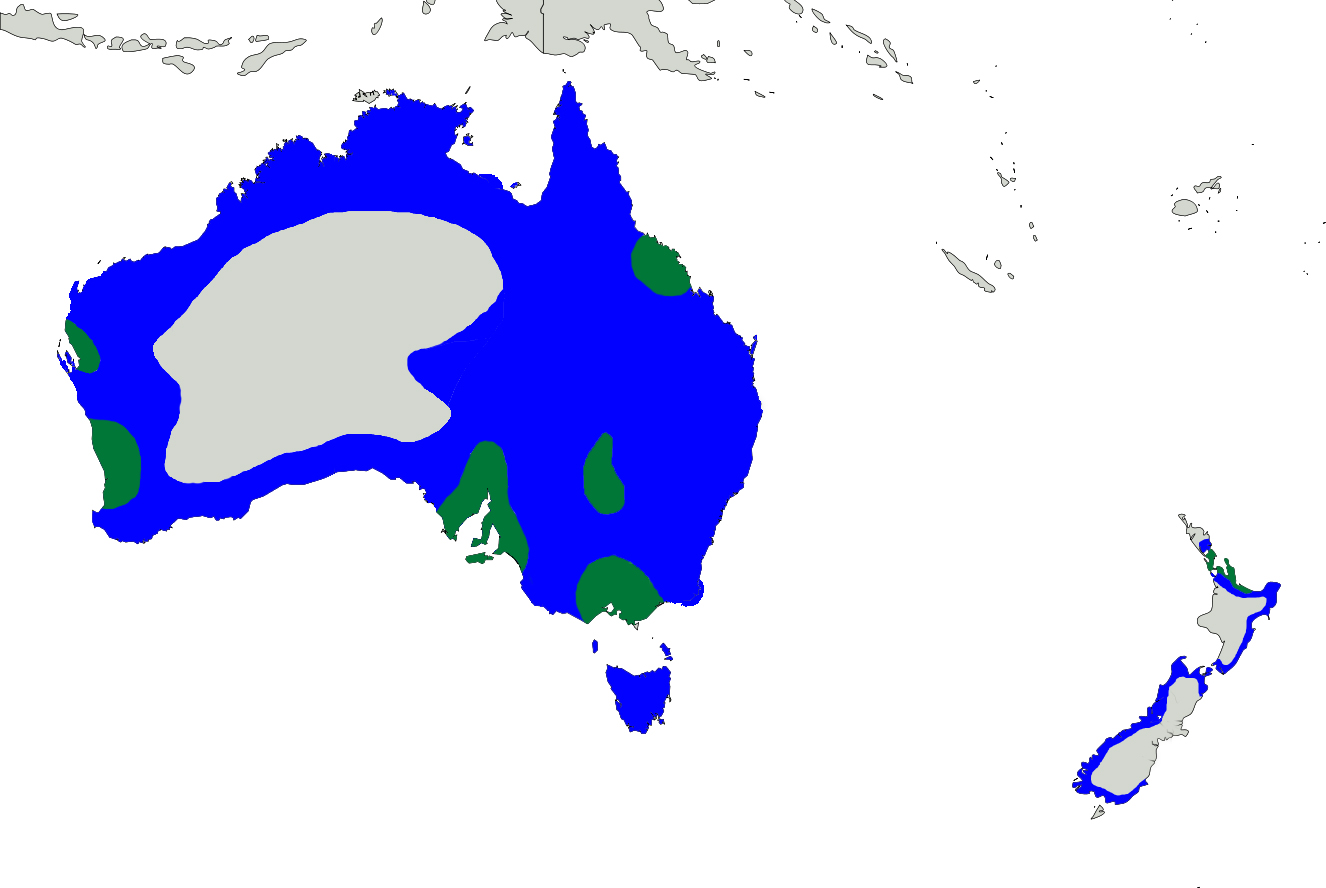
Verbreitung der Elsterscharbe:
Brutgebiete: grün
Streifgebiet: dunkelblau

Elsterscharben sind an den Gewässern  Australiens und Neuseelands verbreitet. Die Art lebt vorwiegend marin, besiedelt jedoch auch Flussmündungen, den Unterlauf von Flüssen sowie Feuchtgebiete und größere Seen im Inland.

## Nahrung
Fische bilden mit etwa 90 Prozent den Hauptbestandteil der Nahrung dieser Art. Daneben frisst die Elsterscharbe vor allem Krebse, selten auch andere Wirbellose wie Muscheln und Tintenfische. Wie alle Kormorane jagt die Art ihre Beute bevorzugt tauchend, indem sie sie unter Wasser schwimmend verfolgt und fängt. Die Art bevorzugt flache Gewässer und jagt häufig in der Nähe von Mangroven und anderen fischreichen Strukturen an der Küste.
Da das Gefieder der Elsterscharbe Wasser aufnimmt, muss es nach einem Tauchgang getrocknet werden. Wie die meisten Kormorane breitet die Art dazu ihre Flügel aus und lässt das Gefieder durch die Sonne oder Wind trocknen.

## Brutverhalten
Der Beginn der Brutzeit variiert stark und ist abhängig von den lokalen Bedingungen. Die südlichen Populationen beginnen im Frühjahr mit der Brut, während die Vögel der nördlichen Populationen ganzjährig brüten können. Im nördlichen Verbreitungsgebiet hängt der Beginn der Brut vom Nahrungsangebot und dem Beginn der Regenzeit ab.
Die Art brütet in  Kolonien von einigen hundert bis zu mehreren tausend Brutpaaren, häufig in gemischten Kolonien mit anderen Kormoranen, Brillenpelikan und Gelbschnabellöffler. Das Nest wird bevorzugt in Bäumen und Büschen angelegt, auf Inseln selten auch auf dem Boden. Es besteht aus Stöcken, Algen und Gras und wird mit Federn ausgepolstert.
Normalerweise werden drei Eier gelegt, die Gelegegröße schwankt aber zwischen ein und fünf Eiern. Die Brutdauer beträgt etwa 30 Tage. Den nach dem Schlupf nackten Küken wächst nach einigen Tagen ein  Daunenkleid, das auf dem Rücke braun und am Bauch weiß gefärbt ist. Etwa 60 Tage nach dem Schlupf sind die Jungvögel flügge, werden aber etwa noch weitere 80 Tage von ihren Eltern gefüttert. Es werden im Schnitt 25 Prozent der Jungvögel einer Brut flügge.

## Zugverhalten

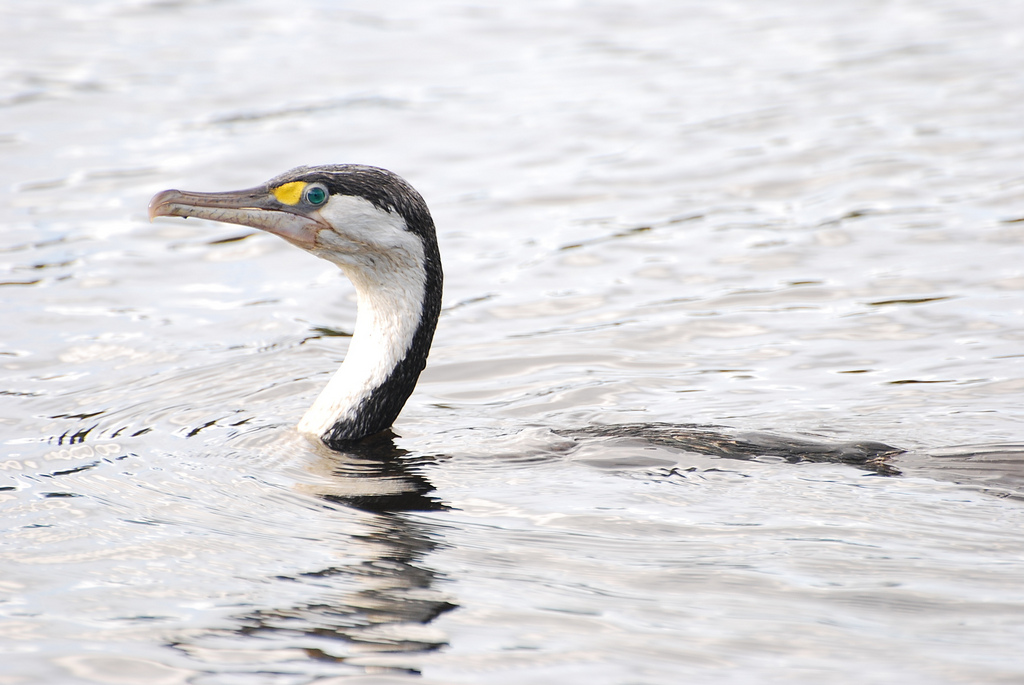
Schwimmende Elsterscharbe

Die Art ist ein Standvogel, es kommt lediglich  nach der Brutzeit zu Dismigration von Jungvögeln und kurzen Ausweichwanderungen bei Wasser- oder Nahrungsmangel.

## Systematik
Wie bei allen Kormoranen ist die genaue systematische Stellung der Art umstritten. Einige Wissenschaftler stellen die Art in die Gattung Hypoleucos, diese Ansicht ist jedoch nicht allgemein anerkannt. Es werden gegenwärtig zwei Unterarten unterschieden.
- Phalacrocorax varius varius (Gmelin, 1789) – Neuseeland. Die schwarzen Rückenfedern glänzen leicht bläulich.
- Phalacrocorax varius hypoleucos (Brandt, 1837) – Australien. Die schwarzen Rückenfedern glänzen leicht grünlich.

## Gefährdung und Schutz
Die IUCN führt die Art als „nicht gefährdet (least concern)“. Die Art hat ein großes Verbreitungsgebiet und frisst vor allem Fische, die für den Menschen wirtschaftlich nicht interessant und daher nicht überfischt sind. Ihr Lebensraum ist nur in kleinen Teilen durch Zerstörung bedroht, da Australien und Neuseeland keine hohe Besiedlungsdichte aufweisen.